# Serafimerbaneret

Serafimerbaneret.

Serafimerbaneret är ett värdighetstecken för Kungl. Maj:ts orden. Baneret ställs fram vid olika ceremonier inom svenska kungahuset såsom dop, vigslar och begravningar. Det förs även i statschefens begravningsprocession, eskorterat av en hedersvakt. Tidigare användes det även vid kröningar och dubbningar.
Det nuvarande baneret består av en tvåflikig duk som hänger vertikal från en korsformad stång. Duken pryds av Serafimerordens härskri IHS omgivet av serafer. Färgerna är vitt och svart vilka är ordens färger. Dessa var även färgerna på den ursprungliga serafimerdräkten som riddarna bar till mitten på 1800-talet. Det skänktes 1809 av kung Karl XIII, men färdigställdes och togs i bruk först året därpå då den nya befattningen banerförare inrättades. Banerföraren räknades till överofficianterna vid Kungl. Maj:ts orden och bar i tjänst en blå vapenrock och mantel, en kyrass av stål samt en hjälm med vit fjäderbuske av strutsfjädrar. Befattningen avskaffades 1952.
Serafimerbaneret står uppställt i Serafimerordenssalen på Stockholms slott. Då baneret har varit skört, har duken under senare år bytts ut mot en fotoreproducerad kopia. Under förläningsceremonin den 31 maj 2024 användes dock originalbanéret.